# صعيدي رايح جاي (فلم)
صعيدي رايح جاي فيلم مصري من إنتاج عام 2001.

## قصة الفيلم
تدور قصة الفيلم في فضل يعمل مدرسا للتاريخ في القاهرة، والده العمدة البهنساوى في الصعيد وصديقه شيخ الخفر يبحثان عن المقابر الأثرية ويبيعون محتوياتها لعصابات تهريب الآثار . يختلف العمدة مع شيخ الخفر . يستغل أحد الأشرار هذا الخلاف ويقتل شيخ الخفر . تلصق التهمة بالعمدة، تطالبونه

## روابط خارجية
- مقالات تستعمل روابط فنية بلا صلة مع ويكي بيانات